# Eleições presidenciais na Argélia em 2009
As eleições presidenciais argelinas de 2009 foram realizadas em 9 de abril.

## Candidatos[2][3]
- O presidente Abdelaziz Bouteflika, da Frente de Libertação Nacional, concorrerá a uma segunda reeleição, completando 3 mandatos no poder.
- Louisa Hanoune: candidata do Partido dos Trabalhadores.
- Ahmed Ouyahia: candidato da Reunião Nacional para a Democracia.
- Abdallah Djaballah: candidato do Movimento para a Reforma Nacional.
- Khalida Toumi: candidato da Frente de Libertação Nacional.
- Said Sadi: candidato da Agrupação para a Cultura e Democracia.
- Mouloud Hamrouche: candidato da Frente de Libertação Nacional.

## Resultados
O presidente concorrente ao terceiro mandato, Abdelaziz Bouteflika, venceu a votação com 90,24% dos votos, informou o ministro do Interior, Yazid Zerhuni. Ele também anunciou que o índice de participação no pleito chegou a 74,54% dos 20.595.683 eleitores inscritos no censo e disse que o candidato à reeleição obteve 12.911.705 de votos. A segunda posição foi para a secretária-geral do Partido dos Trabalhadores (PT), Louisa Hanoun, a única mulher à frente de uma força política na Argélia, com 4,22% dos votos. O presidente da Frente Nacional Argelino (FNA), Mousa Touati, obteve 2,31% e o candidato do partido islamita reformista El Islah, Djahid Younsi, conseguiu 1,37%.
O ministro disse que os votos nulos foram 1.042.727, o que representa cerca de 5% do censo eleitoral, embora não tenha divulgado esta porcentagem. Além disso, disse que o total de "votos válidos", que exclui os votos nulos e inclui os brancos, foi de 14.308.578.

## Participação
Yazid Zerhuni, afirmou que a participação total no pleito foi de 74,11%, bem acima dos 58,07% registrados no de 2004. Ele ressaltou que houve 75,91% de participação em território argelino, e outros 36,48% referentes aos cidadãos do país no exterior.
A menor participação foi registrada nas duas principais províncias da região da Cabília: Tizi Ouzou, com 30,75% de eleitores, e Béjaia, com 29,36%. Em Argel, a presença foi de 64,76%, enquanto a maior taxa de presença foi a da província de Khenchla, no leste do país, com 97,42%. "A população ficou surpresa com este índice de participação, mas as explicações são claras. Muitos argelinos sentiram que era preciso votar para fazer frente à oposição de alguns", afirmou o ministro em referência aos partidos que pediram abstenção ao pleito.

## Bomba
Um representante da polícia do país afirmou que uma bomba foi detonada perto de um posto de votação no leste da capital, ferindo dois policiais. A fonte, que falou sob condição de anonimato, disse que não havia relatos imediatos de civis feridos após a explosão. A área onde o ataque ocorreu é conhecida como berço de militantes da Al-Qaeda. O ministro do Interior confirmou que ocorreu uma ação terrorista na região, mas não revelou maiores detalhes.

## Denúncia de fraude
Louisa Hanoun denunciou que houve "fraudes" em todas as províncias do país e assegurou que tanto a participação oficial como a porcentagem obtida por cada um dos políticos não corresponde à realidade. Em coletiva de imprensa em Argel, Hanoun assegurou que seu apoio real foi de "pelo menos 30%" e qualificou os resultados oficiais como "números de uma república bananeira" e "indígnos de um país como a Argélia". "Nenhuma das 48 províncias do país escapou da fraude, é uma violação da consciência e um desvio dos votos", assegurou Hanoun, que considerou que Bouteflika "poderia ter sido eleito de maneira mais correta". A candidata estimou a participação em cerca de 58% e reconheceu que o atual presidente estava efetivamente na frente nas eleições, "mas não nas proporções anunciadas". Hanoun disse ter apresentado uma série de recursos perante o Conselho Constitucional, que deve aprovar os resultados oficiais, e afirmou que tem "todas as provas dessa fraude maciça e vergonhosa".
Já o candidato islâmico Djahid Younsi afirmou, também em coletiva de imprensa, que "a fraude foi generalizada e sistemática em todo o país" e que foram "mobilizadas equipes dirigidas por prefeitos, subprefeitos e funcionários da administração para manipular os votos". "Não houve uma eleição, mas uma vasta operação de fraude e não há resultados, mas o fruto de uma fraude", afirmou Younsi, que situou a taxa de participação real em 25%.